# Stephen Rumbold Lushington
Stephen Rumbold Lushington (6 mai 1776 - 5 août 1868) est un homme politique conservateur anglais et un administrateur en Inde. Il est gouverneur de Madras de 1827 à 1835. 

## Biographie
Il est né à Godmersham, dans le Kent . Il fait ses études à la Rugby School et se rend en Inde à partir de 1792. Au début, il est traducteur. 
En Angleterre, à partir de 1807, il se présente sans succès dans l'arrondissement de Canterbury aux élections générales de 1807  mais en juillet de la même année, il est élu lors d'une élection partielle en tant que député de l'arrondissement de Rye, dans le Sussex . Lors des élections générales de 1812, il est réélu sans opposition à Canterbury et occupe ce poste jusqu’à l’élection générale de 1830. Il est secrétaire au Trésor de 1814 à 1827. Il s'est de nouveau présenté sans succès à Canterbury lors des élections générales de 1835  mais le résultat est annulé à sa demande et il occupe le siège jusqu'à sa démission en 1837  . 
En 1827, Lushington est nommé gouverneur de Madras en remplacement de Thomas Munro (1er baronnet) (en). Mais comme Munro est tombé malade et est décédé même avant la fin de son mandat, Henry Sullivan Graeme exerce les fonctions de gouverneur par intérim jusqu'à l'arrivée de Lushington à Madras. 
Il est gouverneur de Madras de 1827 à 1832. Le club de Madras est créé en 1832 pendant le mandat de Lushington en tant que gouverneur. En 1830, la Cour des administrateurs de la Compagnie britannique des Indes orientales envoie une dépêche à Madras exhortant les autorités à améliorer la qualité de l'enseignement en anglais à la présidence. 
Son livre de 1840, La vie et les services du général Lord Harris, GCB est une biographie de George Harris (1er baron Harris), son beau-père par son deuxième mariage. Il possède Norton Court à Norton, dans le Kent  où il connaissait Jane Austen , et fondait des écoles à proximité . 